# Rabat (film)
Rabat is een Nederlandse roadmovie uit 2011 van Jim Taihuttu en Victor Ponten met rollen voor onder anderen Nasrdin Dchar, Achmed Akkabi en Marwan Kenzari. De film is het regiedebuut van Taihuttu en Ponten, die samen productiemaatschappij Habbekrats vormen.
In de film maken drie vrienden per auto een reis door Nederland, België, Frankrijk, Spanje en dan met de veerpont naar Marokko. De film is in chronologische volgorde op één reis opgenomen.

## Verhaal
De drie vrienden Nadir (Nasrdin Dchar), Abdel (Achmed Akkabi) en Zakaria (Marwan Kenzari) wonen in Nederland; Nadir en Abdel zijn van Marokkaanse, en Zakaria is van Tunesische afkomst. Nadir is net afgestudeerd in de economie, Abdel werkt in een shoarmazaak, en Zakaria is werkloos. De drie hebben plannen voor het samen beginnen van een bedrijf, een nieuw concept dat nog geheim moet blijven.
Nadirs vader schenkt een vriend in Rabat een oude taxi, en vraagt Nadir om de auto daarheen te rijden, en al de volgende dag te vertrekken. Nadir stemt daarmee in en vertelt zijn beide vrienden dat. Die willen mee, en Nadir accepteert dat met tegenzin. Onderweg stelen ze voor de grap een Bifi in een winkel, dat hadden ze al jaren niet meer gedaan.
In Frankrijk nemen ze een jonge Franse liftster mee, Julie (Stéphane Caillard), tot in Barcelona. Hoewel Nadir eerst zo snel mogelijk in Rabat wilde aankomen, gaan ze met Julie mee naar een feest dat een vriend van haar geeft, en ze gaan vervolgens met het gezelschap door naar een nachtclub. Nadir gaat met Julie een eindje wandelen, en ze ontdekken dat ze allebei The Godfather de beste film aller tijden vinden. Abdel en Zakaria gaan ook de club uit, maar worden door de uitsmijter niet meer binnengelaten. Er ontstaat een gevecht, waarna ze wegrennen. De volgende ochtend komt Nadir bij de taxi, en treft Abdel (met een blauw oog) en Zakaria slapend in de wagen aan. Tot grote ergernis van Nadir blijkt dat Zakaria een iPod heeft gestolen op het feest. In Spanje worden ze lastiggevallen door corrupte politie: die vernielen een spiegel en eisen vervolgens € 50 boete omdat de spiegel mist. 
Op een strand in Spanje, wachtend op de boot naar Marokko, onthult Nadir dat hij niet alleen voor het wegbrengen van de auto naar Rabat gaat, maar ook om kennis te maken met een mogelijke huwelijkspartner die voor hem is uitgezocht, de dochter van de man die de auto krijgt. Bovendien onthult hij dat hij een baan heeft aangenomen en niet mee wil doen met het nieuwe bedrijf, omdat hij er geen vertrouwen in heeft dat de andere twee veel zullen presteren. Daarmee komt het idee van een eigen zaak op losse schroeven te staan, want alleen Nadir is goed in het regelen van de formele papierwinkel. Omgekeerd vinden Zakaria en Abdel dat Nadir laf is omdat hij zijn vader zijn leven laat regisseren: vader heeft een bruid uitgezocht. De vrienden gaan met elkaar op de vuist.
Nadir gaat alleen met de auto verder, de veerpont tussen Algeciras en Tanger op. Daar komt hij een man tegen die een verhaal vertelt over een man die op Nadir leek.  die in Europa werkte en in zijn geboorteland Marokko een huis met een zwembad liet bouwen. Ondertussen leefde hij sober, en voor hij kan genieten in Marokko overlijdt hij. Als Nadir naar zijn auto teruggaat, zitten Abdel en Zakaria daar op hem te wachten. De drie maken het weer goed.
In Rabat biedt een jongetje opdringerig allerlei goederen en diensten aan, waar ze niet op in gaan. Terwijl Nadir zijn baard laat scheren laten Abdel en Zakaria de spiegel maken, wat nog wel wat voeten in de aarde heeft: ze moeten iemand betalen voor het wijzen van de weg naar de garage door de pompmedewerker (Nederlandse acteur), en worden daar door de eigenaar eerst bedreigd met een geweer. Vervolgens wil deze hen in euros hetzelfde laten betalen als in dirhams, hoewel een euro veel meer waard is. Daar trappen ze niet in, waarna het bedrag veel lager wordt.
Nadir levert de auto af en wordt ontvangen door de vriend van zijn vader, diens dochter Yasmine en de verdere familie. Nadir en de dochter gaan samen wandelen en Nadir zegt Yasmine dat hun wandeling hem doet denken aan een scène uit The Godfather. Yasmine kent de film niet, zegt ze. Ze bekennen aan elkaar dat ze liever van dit gearrangeerde huwelijk afzien. Opdat de vader dit huwelijk afblaast, vertelt Nadir over het restaurant dat hij met zijn vrienden wil beginnen: een shoarma-restaurant Shoarma Sutra, waar topless serveersters het eten serveren.  
Op een pleintje in Rabat komen de vrienden samen. Nadir zegt dat hij terug wil naar Barcelona, naar Julie; Zakaria gaat zijn familie in Tunesië bezoeken, die hij lang niet gezien heeft, en Abdel gaat terug naar Amsterdam om het shoarma-restaurant op te starten. Abdel zegt dat hij zijn vrienden een paar weken geeft om terug te komen naar Amsterdam, en als hij de hele zaak in zijn eentje moet gaan regelen, gaat hij de aandelenpakketten anders verdelen. Ze lopen lachend weg om een taxi te zoeken.

## Spelers
- Nasrdin Dchar - Nadir
- Achmed Akkabi - Abdel
- Marwan Kenzari - Zakaria
- Stéphane Caillard -Julie

## Prijzen en nominaties
| Jaar | Nominatie                   | Categorie                         | Persoon       | Resultaat |
| ---- | --------------------------- | --------------------------------- | ------------- | --------- |
| 2011 | Gouden Kalf                 | Beste Lange Speelfilm             |               | Nominatie |
| 2011 | Gouden Kalf                 | Beste Scenario                    |               | Nominatie |
| 2011 | Gouden Kalf                 | Beste Acteur                      | Nasrdin Dchar | Winnaar   |
| 2011 | Gouden Kalf                 | Prijs v/d Nederlandse filmkritiek |               | Nominatie |
| 2011 | Zilveren Krulstaart         | Beste Scenario                    |               | Winnaar   |
| 2012 | Euro-Arabische filmfestival | Grote prijs                       |               | Winnaar   |